# Alexandrine Noblet
Alexandrine-Louise Noblet (ur. 1810, zm. 1876) – aktorka francuska.

## Kariera sceniczna
| Rok  | Sztuka                   | Autor                   |
| ---- | ------------------------ | ----------------------- |
| 1833 | Bertrand et Raton        | Eugène Scribe           |
| 1837 | Caligula                 | Alexandre Dumas         |
|      | Le Chef-d'oeuvre inconnu | Charles Lafont          |
| 1838 | Philippe III             | Antoine Andraud         |
| 1839 | Laurent de Médicis       | Léon Bertrand           |
| 1840 | Henri III et sa cour     | Alexandre Dumas         |
| 1841 | La Prétendante           | Prosper-Parfait Goubaux |